# Canton de Léguevin
Le canton de Léguevin est une circonscription électorale française de l'arrondissement de Toulouse, dans le département de la Haute-Garonne en région Occitanie.

## Histoire

### L'ancien canton de Léguevin (1790-2014): entité administrative
Le canton de Léguevin a été créé en 1790.

### Le nouveau canton de Léguevin (depuis 2015): circonscription électorale
À la suite de la réforme territoriale de 2014, les cantons ne sont plus des entités administratives mais des circonscriptions électorales. Un nouveau découpage territorial de la Haute-Garonne entre en vigueur à l'occasion des élections départementales de mars 2015, défini par le décret du 13 février 2014, en application des lois du 17 mai 2013 (loi organique 2013-402 et loi 2013-403). Les conseillers départementaux sont, à compter de ces élections, élus au scrutin majoritaire binominal mixte. Les électeurs de chaque canton élisent au Conseil départemental, nouvelle appellation du Conseil général, deux membres de sexe différent, qui se présentent en binôme de candidats. Les conseillers départementaux sont élus pour 6 ans au scrutin binominal majoritaire à deux tours, l'accès au second tour nécessitant 12,5 % des inscrits au 1er tour. En outre la totalité des conseillers départementaux est renouvelée. Ce nouveau mode de scrutin nécessite un redécoupage des cantons dont le nombre est divisé par deux avec arrondi à l'unité impaire supérieure si ce nombre n'est pas entier impair, assorti de conditions de seuils minimaux. Dans la Haute-Garonne, le nombre de cantons passe ainsi de 53 à 27. Le nombre de communes du canton de Léguevin passe de 10 à 36.
Le nouveau canton de Léguevin est formé de communes des anciens cantons de Cadours (16 communes), de Grenade (13 communes) et de Léguevin (7 communes). Le canton est entièrement inclus dans l'arrondissement de Toulouse. Le bureau centralisateur est situé à Léguevin.

## Représentation

### Conseillers généraux de 1833 à 2015
| Période | Période          | Identité                   | Étiquette                | Qualité                                                               |
| ------- | ---------------- | -------------------------- | ------------------------ | --------------------------------------------------------------------- |
| 1833    | 1848             | voir Canton de Cadours     |                          |                                                                       |
| 1848    | 1849 (démission) | Adolphe Dardenne           |                          | Avocat                                                                |
| 1849    | 1852             | Charles Picquot            |                          | Propriétaire à Pibrac                                                 |
| 1852    | 1853 (décès)     | Félix Aimé Lasnon          | Bonapartiste             | Général                                                               |
| 1854    | 1871             | Casimir Lafon              |                          | Propriétaire à Toulouse                                               |
| 1871    | 1877             | Joseph Noël Virgile Cavaré | Républicain              | Négociant à Paris puis rentier Maire de Mérenvielle                   |
| 1877    | 1895             | Casimir Landes             | Orléaniste               | Propriétaire à Plaisance                                              |
| 1895    | 1903 (décès)     | Casimir Timbal             | Républicain Radical      | Propriétaire à Léguevin, conseiller d'arrondissement                  |
| 1904    | 1907             | François Azimont           | Républicain Progressiste | Maire de Sainte-Livrade (1899-1922), conseiller d'arrondissement      |
| 1907    | 1919             | Lucien Sirvin              | Républicain              | Maire de Plaisance-du-Touch, conseiller d'arrondissement              |
| 1919    | 1925             | Gabriel Armaing            | URD                      | Maire d'Aureville (1881-....)                                         |
| 1925    | 1931             | Oneste Larrieu             | Rad.                     | Maire de Lévignac                                                     |
| 1931    | 1940             | Lucien Sarraute            | Rad.                     | Propriétaire à Toulouse                                               |
|         |                  |                            |                          |                                                                       |
| 1945    | 1951             | Alfred Molinier            | SFIO                     | Exploitant forestier Maire de Léguevin                                |
| 1951    | 1976 (décès)     | Joseph Garravet            | RGR puis Rad. puis MRG   | Conducteur de chantier aux Ponts et Chaussées Maire de Lévignac       |
| 1976    | 1996 (décès)     | Philippe Lardit            | app. PS                  | Censeur de lycée Adjoint au Maire de Léguevin                         |
| 1996    | 2008             | Louis Escoula              | PS                       | Chargé de recherches à l'INRA Maire de Plaisance-du-Touch depuis 1989 |
| 2008    | 2015             | Marie-Claude Leclerc       | PS                       | Maire-adjoint de Plaisance-du-Touch (1989-2019)                       |

### Conseillers d'arrondissement (de 1833 à 1940)
| Période                                  | Période | Identité         | Étiquette                 | Qualité |
| ---------------------------------------- | ------- | ---------------- | ------------------------- | --- |
| 1833                                     | 1836    | M. Saint-Laurent |                           | Juge de paix à Lévignac                                                                                     |
| 1836                                     | 1848    | Auguste Olmade   |                           | Avocat à Toulouse, chef de division à la mairie de Toulouse                                                 |
|                                          |         |                  |                           | |
| 1874                                     | 1880    | M. Monier        |                           | Propriétaire à Plaisance-du-Touch                                                                           |
| 1880                                     | 1895    | Casimir Timbal   | Républicain               | Vétérinaire à Léguevin                                                                                      |
| 1895                                     | 1898    | M. Figarède      |                           | Propriétaire, adjoint au maire de Plaisance-du-Touch                                                        |
| 1898                                     | 1904    | François Azimont | Républicain progressiste  | Maire de Sainte-Livrade                                                                                     |
| 1904                                     | 1907    | Lucien Sirvin    | Républicain               | Maire de Plaisance-du-Touch                                                                                 |
| 1907                                     | 1919    | Jacques Darolles | Radical                   | Adjoint au maire de Léguevin, propriétaire à Brax                                                           |
| 1919                                     | 1922    | M. Esparbès      | Bloc National (Royaliste) | Avocat, maire de Lasserre                                                                                   |
| 1922                                     | 1928    | M. Béziat        | Radical                   | Maire de Mérenvielle                                                                                        |
| 1928                                     | 1934    | Joseph Fayet     | Radical                   | Maire de Pibrac                                                                                             |
| 1934                                     | 1940    | Antonin Angremy  | Radical                   | Agriculteur, maire de La Salvetat-Saint-Gilles                                                              |
| 1940                                     |         |                  |                           | Les conseils d'arrondissement ont été suspendus par la loi du 12 octobre 1940 et n'ont jamais été réactivés |
| Les données manquantes sont à compléter. |         |                  |                           | |

### Conseillers départementaux après 2015
| Période élective | Période élective | Mandat | Mandat   | Identité        | Nuance | Nuance | Qualité |
| ---------------- | ---------------- | ------ | -------- | --------------- | ------ | ------ | --- |
| 2015             | 2021             | 2015   | 2021     | Alain Julian    |        | PS     | Ancien conseiller général du canton de Cadours, ancien maire de Cadours                                                                           |
| 2015             | 2021             | 2015   | 2021     | Véronique Volto |        | PS     | Ancienne conseillère générale du canton de Grenade-sur-Garonne Vice-Présidente de la Commission Permanente, chargée de l'Action Sociale : Séniors |
| 2021             | 2028             | 2021   | en cours | Didier Laffont  |        | PS     | Maire de Cadours |
| 2021             | 2028             | 2021   | en cours | Véronique Volto |        | PS     | Conseillère sortante |

### Résultats détaillés

#### Élections de mars 2015
À l'issue du 1er tour des élections départementales de 2015, deux binômes sont en ballottage : Alain Julian et Véronique Volto (PS, 35,48 %) et Isabelle Cuillet et Pierre Millot (FN, 28,82 %). Le taux de participation est de 53,62 % (19 351 votants sur 36 092 inscrits) contre 52,11 % au niveau départemental et 50,17 % au niveau national.
Au second tour, Alain Julian et Véronique Volto (PS) sont élus avec 62,33 % des suffrages exprimés et un taux de participation de 55,29 % (11 190 voix pour 19 957 votants et 36 096 inscrits).

#### Élections de juin 2021
Le premier tour des élections départementales de 2021 est marqué par un très faible taux de participation (33,26 % au niveau national). Dans le canton de Léguevin, ce taux de participation est de 36,29 % (14 561 votants sur 40 124 inscrits) contre 36,67 % au niveau départemental. À l'issue de ce premier tour, deux binômes sont en ballottage : Didier Laffont et Véronique Volto (Union à gauche, 48,97 %) et Elodie Garcia et Lucas Moulard-Ndoumbe Kotto (RN, 26,66 %).
Le second tour des élections est marqué une nouvelle fois par une abstention massive équivalente au premier tour. Les taux de participation sont de 34,36 % au niveau national, 36,26 % dans le département et 36,1 % dans le canton de Léguevin. Didier Laffont et Véronique Volto (Union à gauche) sont élus avec 71,73 % des suffrages exprimés (9 701 voix pour 14 489 votants et 40 131 inscrits),,.

## Composition

### Composition avant 2015

Situation du canton de Léguevin dans le département de la Haute-Garonne avant 2015.

Le canton de Léguevin comprenait 10 communes.
| Nom                      | Code Insee | Codepostal | Superficie (km2) | Population (dernière pop. légale) | Densité (hab./km2) |
| ------------------------ | ---------- | ---------- | ---------------- | --------------------------------- | ------------------ |
| Léguevin (chef-lieu)     | 31291      | 31490      | 24,45            | 8 629 (2012)                      | 353                |
| Plaisance-du-Touch       | 31424      | 31830      | 26,53            | 16 616 (2012)                     | 626                |
| Pibrac                   | 31417      | 31820      | 25,86            | 8 272 (2012)                      | 320                |
| La Salvetat-Saint-Gilles | 31526      | 31880      | 5,75             | 7 074 (2012)                      | 1 230              |
| Brax                     | 31088      | 31490      | 4,42             | 2 703 (2012)                      | 612                |
| Lévignac                 | 31297      | 31530      | 12,22            | 1 963 (2012)                      | 161                |
| Lasserre                 | 31277      | 31530      | 9,51             | 989 (2012)                        | 104                |
| Mérenvielle              | 31339      | 31530      | 10,45            | 465 (2012)                        | 44                 |
| Pradère-les-Bourguets    | 31438      | 31530      | 4,89             | 215 (2012)                        | 44                 |
| Sainte-Livrade           | 31496      | 31530      | 6,16             | 288 (2012)                        | 47                 |

### Composition à partir de 2015
Lors du redécoupage de 2014, le nouveau canton de Léguevin comprenait trente-six communes entières.
À la suite de la création au 1er janvier 2018 de la commune nouvelle Lasserre-Pradère, le nombre de communes du canton descend à 35.
| Nom                              | Code Insee | Intercommunalité             | Superficie (km2) | Population (dernière pop. légale) | Densité (hab./km2) | Modifier                                    |
| -------------------------------- | ---------- | ---------------------------- | ---------------- | --------------------------------- | ------------------ | ------------------------------------------- |
| Léguevin (bureau centralisateur) | 31291      | CA Le Grand Ouest Toulousain | 24,45            | 9 710 (2022)                      | 397                | modifier les données · modifier les données |
| Bellegarde-Sainte-Marie          | 31061      | CC des Hauts Tolosans        | 11,66            | 203 (2022)                        | 17                 | modifier les données · modifier les données |
| Bellesserre                      | 31062      | CC des Hauts Tolosans        | 3,39             | 110 (2022)                        | 32                 | modifier les données · modifier les données |
| Bretx                            | 31089      | CC des Hauts Tolosans        | 8,41             | 666 (2022)                        | 79                 | modifier les données · modifier les données |
| Brignemont                       | 31090      | CC des Hauts Tolosans        | 21,96            | 367 (2022)                        | 17                 | modifier les données · modifier les données |
| Le Burgaud                       | 31093      | CC des Hauts Tolosans        | 24,18            | 937 (2022)                        | 39                 | modifier les données · modifier les données |
| Cabanac-Séguenville              | 31096      | CC des Hauts Tolosans        | 10,18            | 187 (2022)                        | 18                 | modifier les données · modifier les données |
| Cadours                          | 31098      | CC des Hauts Tolosans        | 10,58            | 1 134 (2022)                      | 107                | modifier les données · modifier les données |
| Le Castéra                       | 31120      | CC des Hauts Tolosans        | 16,71            | 797 (2022)                        | 48                 | modifier les données · modifier les données |
| Caubiac                          | 31126      | CC des Hauts Tolosans        | 7,99             | 440 (2022)                        | 55                 | modifier les données · modifier les données |
| Cox                              | 31156      | CC des Hauts Tolosans        | 4,07             | 365 (2022)                        | 90                 | modifier les données · modifier les données |
| Daux                             | 31160      | CC des Hauts Tolosans        | 16,88            | 2 575 (2022)                      | 153                | modifier les données · modifier les données |
| Drudas                           | 31164      | CC des Hauts Tolosans        | 11,17            | 199 (2022)                        | 18                 | modifier les données · modifier les données |
| Garac                            | 31209      | CC des Hauts Tolosans        | 6,05             | 167 (2022)                        | 28                 | modifier les données · modifier les données |
| Grenade                          | 31232      | CC des Hauts Tolosans        | 37,01            | 9 039 (2022)                      | 244                | modifier les données · modifier les données |
| Le Grès                          | 31234      | CC des Hauts Tolosans        | 8,13             | 464 (2022)                        | 57                 | modifier les données · modifier les données |
| Lagraulet-Saint-Nicolas          | 31265      | CC des Hauts Tolosans        | 16,11            | 283 (2022)                        | 18                 | modifier les données · modifier les données |
| Laréole                          | 31275      | CC des Hauts Tolosans        | 8,88             | 159 (2022)                        | 18                 | modifier les données · modifier les données |
| Larra                            | 31592      | CC des Hauts Tolosans        | 16,36            | 2 249 (2022)                      | 137                | modifier les données · modifier les données |
| Lasserre-Pradère                 | 31277      | CA Le Grand Ouest Toulousain | 14,40            | 1 590 (2022)                      | 110                | modifier les données · modifier les données |
| Launac                           | 31281      | CC des Hauts Tolosans        | 22,32            | 1 305 (2022)                      | 58                 | modifier les données · modifier les données |
| Lévignac                         | 31297      | CA Le Grand Ouest Toulousain | 12,22            | 2 206 (2022)                      | 181                | modifier les données · modifier les données |
| Menville                         | 31338      | CC des Hauts Tolosans        | 5,07             | 799 (2022)                        | 158                | modifier les données · modifier les données |
| Mérenvielle                      | 31339      | CA Le Grand Ouest Toulousain | 10,45            | 480 (2022)                        | 46                 | modifier les données · modifier les données |
| Merville                         | 31341      | CC des Hauts Tolosans        | 30,68            | 6 640 (2022)                      | 216                | modifier les données · modifier les données |
| Montaigut-sur-Save               | 31356      | CC des Hauts Tolosans        | 12,65            | 1 946 (2022)                      | 154                | modifier les données · modifier les données |
| Ondes                            | 31403      | CC des Hauts Tolosans        | 6,57             | 815 (2022)                        | 124                | modifier les données · modifier les données |
| Pelleport                        | 31413      | CC des Hauts Tolosans        | 10,38            | 542 (2022)                        | 52                 | modifier les données · modifier les données |
| Puysségur                        | 31444      | CC des Hauts Tolosans        | 5,44             | 138 (2022)                        | 25                 | modifier les données · modifier les données |
| Saint-Cézert                     | 31473      | CC des Hauts Tolosans        | 8,94             | 443 (2022)                        | 50                 | modifier les données · modifier les données |
| Saint-Paul-sur-Save              | 31507      | CC des Hauts Tolosans        | 5,07             | 1 749 (2022)                      | 345                | modifier les données · modifier les données |
| Sainte-Livrade                   | 31496      | CA Le Grand Ouest Toulousain | 6,16             | 256 (2022)                        | 42                 | modifier les données · modifier les données |
| La Salvetat-Saint-Gilles         | 31526      | CA Le Grand Ouest Toulousain | 5,75             | 8 477 (2022)                      | 1 474              | modifier les données · modifier les données |
| Thil                             | 31553      | CC des Hauts Tolosans        | 23,68            | 1 121 (2022)                      | 47                 | modifier les données · modifier les données |
| Vignaux                          | 31577      | CC des Hauts Tolosans        | 4,04             | 157 (2022)                        | 39                 | modifier les données · modifier les données |
| Canton de Léguevin               | 3108       |                              | 447,99           | 58 715 (2022)                     | 131                | modifier les données                        |

## Démographie

### Démographie avant 2015
| 1962  | 1968  | 1975   | 1982   | 1990   | 1999   | 2006   | 2011   | 2012   |
| ----- | ----- | ------ | ------ | ------ | ------ | ------ | ------ | ------ |
| 5 602 | 8 169 | 13 021 | 18 422 | 28 426 | 38 741 | 42 844 | 46 193 | 47 214 |

### Démographie depuis 2015
En 2022, le canton comptait 58 715 habitants, en évolution de +7,44 % par rapport à 2016 (Haute-Garonne : +8,02 %, France hors Mayotte : +2,11 %).
| 2013   | 2018   | 2022   |
| ------ | ------ | ------ |
| 51 640 | 56 087 | 58 715 |